# Gunārs Siliņš
Gunārs Siliņš (5 febbraio 1928 – 21 maggio 2001) è stato un cestista sovietico.

## Carriera
In carriera ha vinto due volte la Coppa dei Campioni con l'ASK Rīga (1958 e 1959) e cinque campionati sovietici.
Con l'Unione Sovietica ha vinto il titolo di Campione d'Europa nel 1953 e la medaglia di bronzo nel 1955. Vanta inoltre 31 presenze con la Lettonia, con cui nel 1956 ha disputato il campionato sovietico che in quell'anno si disputò tra le Repubbliche dell'Unione Sovietica.

## Palmarès
- Campionato sovietico: 2

ASK Riga: 1957, 1958
- Coppa dei Campioni: 2

ASK Riga: 1958, 1958-1959